# Agonocryptus gossypii
Agonocryptus gossypii är en stekelart som beskrevs av Gupta 1982. Agonocryptus gossypii ingår i släktet Agonocryptus och familjen brokparasitsteklar. Inga underarter finns listade i Catalogue of Life.